# Cuibul îndrăgostiților
Cuibul îndrăgostiților (în franceză Antoine et Antoinette) este un film de comedie francez din 1947 regizat de Jacques Becker. A fost înscris la Festivalul Internațional de Film de la Cannes din 1947, unde a câștigat marele premiu.

## Rezumat
Antoine și Antoinette sunt o familie din clasa muncitoare care trăiește și lucrează la Paris. El este angajat într-o tipografie, iar ea într-un magazin universal. Cuplul este sărac, dar are mulți prieteni. Cu toate acestea, Antoine este gelos pe atenția acordată voioasei Antoinette de către alți bărbați, în ciuda faptului că îi este devotată. Un aparent câștig la loterie pare să le fi rezolvat problemele financiare, până când Antoine pierde biletul câștigător la metroul din Paris.

## Distribuția
- Roger Pigaut în rolul Antoine Moulin
- Claire Mafféi în rolul Antoinette Moulin
- Noël Roquevert în rolul Dl. Roland
- Gaston Modot în rolul Funcționarului public
- Made Siamé în rolul Soției negustorului
- Pierre Trabaud în rolul Riton
- Jacques Meyran în rolul Dl. Barbelot
- François Joux în rolul Mireului
- Gérard Oury în rolul Clientului
- Charles Camus în rolul Negustorului
- Émile Drain în rolul Socrului
- Annette Poivre în rolul Juliette